# Hinrich Zahrenhusen
Hinrich Johann Daniel Zahrenhusen (* 2. März 1875 in Horneburg; † 19. Januar 1940 in Bremen) war ein deutscher Oberstudiendirektor.

## Leben
Der Vater Hinrich Zahrenhusens arbeitete in einer Gerberei. Er selbst erhielt Privatunterricht und lernte autodidaktisch. Er erwarb somit eine Allgemeinbildung und verfügte über grundlegende Kenntnisse im Bereich der klassischen und neueren Sprachen, die das Niveau einer Volksschulausbildung übertrafen. Vom September 1892 bis September 1895 durchlief er ein Lehrerseminar in Stade. Am 1. Oktober 1895 übernahm er eine Lehrstelle an der Volksschule in Geestemünde. Während dieser Zeit bildete er sich selbst in Sprachen, Geschichte und Mathematik weiter.
Ab Ostern 1903 studierte Zahrenhusen Deutsche Philologie, Geschichte und Philosophie an der Universität Jena. Ein Reifezeugnis als Externer des Großherzoglichen Gymnasiums in Jena erhielt er erst am 11. März 1905 – einem Zeitpunkt, an dem er bereits studierte. Während des Sommers 1906 beendete Zahrenhusen das Studium und übernahm wieder seine vorherige Lehrstelle in Geestemünde. Am 24. März 1906 heiratete er in Geestemünde Martha Henny Peters. Das Ehepaar bekam zwei Töchter und zwei Söhne. Am 2. Februar 1907 absolvierte er in Jena erfolgreich die Prüfungen für Lehrtätigkeiten an höheren Schulen. Am 1. Juli 1907 übernahm er eine Stelle als Oberlehrer am Lehrerinnenseminar in Droyßig nahe Zeitz.
Am 1. Juli 1910 wechselte Zahrenhusen an die Kaiserin-Auguste-Victoria-Schule in Emden (auch als „Höhere Töchterschule“ bekannt), aus der das spätere Mädchengymnasium hervorging (zuletzt Gymnasium am Treckfahrtstief Emden). Am 1. April 1911 übernahm er von August Ernst Zwitzers das Amt des Direktors der Bildungseinrichtung und ging als solcher am 1. April 1937 in den Ruhestand. Um einfacheren Zugang zu Archiven zu haben, den er für seine wissenschaftlichen Tätigkeiten benötigte, aber auch, um näher bei seinen hier wohnenden Kindern zu sein, verlegte er seinen Wohnsitz nach Bremen. Zahrenhusen starb unerwartet an den Folgen einer Operation.

## Werke
Zahrenhusen beschäftigte sich neben der Schulleitung mit der Namensforschung. Er begann mit der Stader Geest. Er konnte nachweisen, dass dort zwei verschiedene niederdeutsche Mundarten üblich sind, vermutlich, da sich hier unterschiedliche Stämme niederließen. Diese Erkenntnis kann als bedeutend angesehen werden.
Johann Menso Folkerts, der die Schriftleitung der Ostfriesischen Tageszeitung innehatte, drängte Zahrenhusen, sich in den 1930er Jahren mit ostfriesischen Namen zu befassen. Seine Erkenntnisse über ostfriesische Vornamen erschienen anfangs in der Zeitungsbeilage „Ostfriesische Sippenforschung“, später auch als Buch. Die Ostfriesische Landschaft bat ihn, dem Buch eine Liste mit empfehlenswerten „guten“ ostfriesischen Vornamen hinzuzufügen. Diese Liste wurde separat für ein breiteres Publikum veröffentlicht und war für die Namengebung in der Region sehr bedeutend. Dieses Werk wird auch heute noch oftmals ausgeliehen und ist daher weiterhin bedeutend.
Zahrenhusen arbeitete an weiteren Studien zu ostfriesischen Familien- und Ortsnamen, die er jedoch vor Lebensende nicht vollendete.